# 1932年ロサンゼルスオリンピックのアルゼンチン選手団
1932年ロサンゼルスオリンピックのアルゼンチン選手団（1932ねんロサンゼルスオリンピックのアルゼンチンせんしゅだん）は、1932年7月30日から8月14日にかけてアメリカ合衆国のロサンゼルスで開催された1932年ロサンゼルスオリンピックのアルゼンチン選手団、およびその競技結果。

## 概要
今大会は金メダル3個、銀メダル1個、合計4個のメダルを獲得した。

## メダル
| メダル | 選手名                   | 競技       | 種目           |
| ------ | ------------------------ | ---------- | -------------- |
| 金     | フアン・カルロス・サバラ | 陸上       | 男子マラソン   |
| 金     | サンチアゴ・ロヴェル     | ボクシング | 男子ヘビー級   |
| 金     | カーメロ・ロブレド       | ボクシング | 男子フェザー級 |
| 銀     | アマド・アザール         | ボクシング | 男子ミドル級   |